# Sally Hemings
Pour les articles homonymes, voir Hemings.
 (septembre 2023).
Sally Hemings, née vers 1773 dans le comté de Charles City et morte en 1835 à Charlottesville, est une esclave qui vivait en Virginie en Amérique du Nord, fille de Betty Hemings. Sa mère travaille pour John Wayles, le père de Martha Wayles. Ce dernier meurt en 1773. Avec le remariage de Martha Wayles avec Thomas Jefferson, Sally passe au service du planteur de Virginie. Martha Jefferson (épouse de Thomas Jefferson, née Wayles) et Sally sont sans doute demi-sœurs.
Après la mort de Martha Jefferson en 1782, son époux Thomas Jefferson s'installe à Paris pour y être ambassadeur des États-Unis. Il fait venir sa fille Mary ainsi que Sally Hemings. Une fois sa charge terminée, Jefferson rentre aux États-Unis avec Sally. Elle vit le reste de sa vie à Monticello. Lorsque Jefferson meurt en 1826, elle s'installe à Charlottesville. Elle est affranchie par Martha, la fille aînée de Jefferson. Elle a au total sept enfants, dont plusieurs n'atteignent pas l'âge adulte.

## Controverse à propos des enfants de Sally Hemings

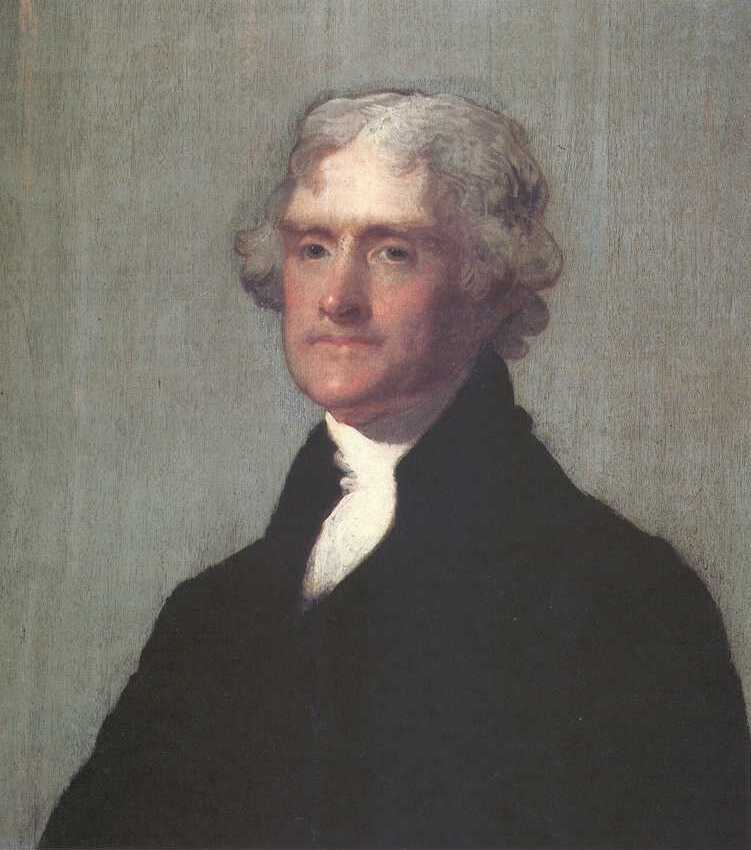
Thomas Jefferson

Thomas Jefferson, le maître de Sally Hemings, est contre le métissage : 
« La fusion des Blancs et des Noirs produit une dégradation à laquelle aucun amoureux de son pays, aucun amoureux de l'excellence du caractère humain, ne peut innocemment consentir. »
Cependant, il circule à l'époque de nombreuses rumeurs, souvent alimentées par les adversaires politiques de Jefferson, sur une éventuelle liaison avec Sally Hemings. Lorsque Jefferson est président, le journaliste James Callender alimente les suspicions. On disait même que l'esclave avait donné naissance à plusieurs enfants, dont le père est Jefferson. Les fondements de ces rumeurs ont longtemps fait l'objet de débat parmi les historiens. Plusieurs études ont été entreprises pour démontrer que Jefferson avait bien eu des enfants avec son esclave.
En 1873, Madison Hemings, l'un des fils de Sally, déclare que tous les enfants de Sally sont de Jefferson. La ressemblance physique de ces enfants avec le troisième président américain est frappante. En outre, ils ont été affranchis par lui. Certains expliquent la ressemblance en attribuant leur paternité aux neveux de Jefferson. D'autres pensent que le père des enfants de Sally Hemings est plutôt Randolph Jefferson, le plus jeune frère de Thomas Jefferson.

### Test ADN et fin du secret entourant la relation entre Jefferson et Hemings
Les analyses ADN, menées à la fin des années 1990, par le docteur Eugene Foster sur les descendants connus de Jefferson et de Sally Hemings, semblent prouver qu'Eston Hemings est bien le fils de l'ancien président et de son esclave noire. S'il est possible de postuler que Jefferson, en tant que propriétaire de Hemings - de trente ans sa cadette - abusait sexuellement de cette dernière, aucun élément n'indique a contrario que leur relation n'ait pas été consensuelle,
En 2017, des archéologues découvrent, lors de travaux dans la maison de Thomas Jefferson à Monticello, une pièce cachée qui aurait sans doute été habitée par Sally Hemmings et ses enfants.
En 2018, une exposition consacrée à Sally Hemings est installée à Monticello, le musée installé dans la plantation de Jefferson, qui officialise ainsi la relation entre Jefferson et Hemings.

### Débats historiographiques
Les spécialistes de Jefferson ont longtemps discuté de l'affaire Sally Hemings. Ils n'ont pas retenu les accusations de Callender, parce qu'elles étaient de toute évidence trop politiques. Dans son ouvrage sur les relations interraciales aux États-Unis (White Over Black (1968)), Winthrop Jordan conclue que la relation Jefferson-Hemings est plausible. La biographie de Jefferson écrite par Fawn McKay Brodie en 1974 relance le débat et prétend prouver que les enfants de Sally Hemings sont aussi ceux de Jefferson, mais elle est critiquée pour son approche trop psychanalytique de la question ; les historiens Dumas Malone, Douglass Adair et Virginius Dabney soulignent la fragilité des indices. Le roman de Barbara Chase-Riboud (Sally Hemings) ainsi que le film de James Ivory Jefferson à Paris présentent au contraire la liaison du maître et de son esclave comme véridique. En 1997, le professeur de droit Annette Gordon-Reed publie son Thomas Jefferson and Sally Hemings: An American Controversy.

### Représentation
Titus Kaphar peint une œuvre liant Sally Hemings et Thomas Jefferson.